# Centre technique national de Bingerville
Le centre technique national de Bingerville (CTN de Bingerville) est le lieu d'entraînement de l'équipe de Côte d'Ivoire de football, situé au cœur de l'École supérieure interafricaine d'électricité de Bingerville. Il comporte également un centre d'hébergement pour les joueurs.

## Infrastructures
« Ce projet est l’accomplissement d’un projet  qui consiste à réaliser un véritable camp d’entraînement pour nos équipes nationales et même pour certains clubs engagés en compétitions africaines, un centre technique comme le Clairefontaine en France »  a indiqué Jacques Anouma, ancien Président de la Fédération ivoirienne de football.
Le centre d'hébergement CTN de Bingerville, dont Serges Jourdain est l'architecte, se compose de deux bâtiments de deux étages. Il est construit sur une superficie de près 400 m2.
Le centre technique national de Bingerville contient des bureaux qui abritent depuis deux ans l’administration, des aires de jeu, un hôtel de 12 chambres pour la sélection nationale ivoirienne (six chambres au 1er et 2e niveau. Le projet est soutenu par la FIFA, par l’intermédiaire de son programme Goal 3, qui finance la construction d'une salle de réunion, d’une salle de musculation et d’une infirmerie. Une amélioration de l’environnement de ce centre d’entraînement situé en bordure de lagune a aussi été effectuée.
« C'est un lieu qui permet aux cadres et aux différentes équipes nationales de travailler dans de meilleures conditions comme souhaité par le président de la FIFA, Sepp Blatter », a déclaré le responsable du projet Goal Afrique de l'Ouest, Kablan Sampon, à la remise des clés du CNTF à la FIF.
À noter que la Fédération ivoirienne de football, qui participe à ce projet par moitié, compte, comme en 2006, sur ses revenus de la Coupe du monde 2010 pour financer le projet.